# Świerklany
Świerklany jsou vesnice v polském Slezském vojvodství, v okrese Rybnik, ve gmině Świerklany. Vesnice má přibližně 8 300 obyvatel a leží u dálnice A1. Pramení zde řeka Szotkówka (přítok řeky Olza).

## Partnerské obce
- Enying, město v Maďarsku